# НХЛ у сезоні 1946—1947
НХЛ у сезоні 1946/1947 — 30-й регулярний чемпіонат НХЛ. Сезон стартував 16 жовтня 1946. Закінчився фінальним матчем Кубка Стенлі 19 квітня 1947 між Торонто Мейпл-Ліфс та Монреаль Канадієнс перемогою «Мейпл-Ліфс» 2:1 в матчі та 4:2 в серії. Це шоста перемога в Кубку Стенлі Торонто.

## Підсумкова турнірна таблиця
| # | Команда            | І  | В  | П  | Н  | ШЗ  | ШП  | Очки |
| - | ------------------ | -- | -- | -- | -- | --- | --- | ---- |
| 1 | Монреаль Канадієнс | 60 | 34 | 16 | 10 | 189 | 138 | 78   |
| 2 | Торонто Мейпл-Ліфс | 60 | 31 | 19 | 10 | 209 | 172 | 72   |
| 3 | Бостон Брюїнс      | 60 | 26 | 23 | 11 | 190 | 175 | 63   |
| 4 | Детройт Ред-Вінгс  | 60 | 22 | 27 | 11 | 190 | 193 | 55   |
| 5 | Нью-Йорк Рейнджерс | 60 | 22 | 32 | 6  | 167 | 186 | 50   |
| 6 | Чикаго Блек Гокс   | 60 | 19 | 37 | 4  | 193 | 274 | 42   |

## Найкращі бомбардири
| Гравець      | Команда            | І  | Г  | П  | О  | ШХ |
| ------------ | ------------------ | -- | -- | -- | -- | -- |
| Макс Бентлі  | Чикаго Блек Гокс   | 60 | 29 | 43 | 72 | 12 |
| Моріс Рішар  | Монреаль Канадієнс | 60 | 45 | 26 | 71 | 69 |
| Біллі Тейлор | Детройт Ред-Вінгс  | 60 | 17 | 46 | 63 | 35 |
| Мілт Шмідт   | Бостон Брюїнс      | 59 | 27 | 35 | 62 | 40 |
| Тед Кеннеді  | Торонто Мейпл-Ліфс | 60 | 28 | 32 | 60 | 27 |

## Плей-оф

### Півфінали
| - 25 березня. Бостон - Монреаль 1:3 - 27 березня. Бостон - Монреаль 1:2 ОТ - 29 березня. Монреаль - Бостон 2:4 - 1 квітня. Монреаль - Бостон 5:1 - 3 квітня. Бостон - Монреаль 3:4 2ОТ Серія: Монреаль - Бостон 4-1 | - 26 березня. Детройт - Торонто 2:3 ОТ - 29 березня. Детройт - Торонто 9:1 - 1 квітня. Торонто - Детройт 4:1 - 3 квітня. Торонто - Детройт 4:1 - 5 квітня. Детройт - Торонто 1:6 Серія: Детройт - Торонто 1-4 |

### Фінал
- 8 квітня. Торонто - Монреаль 0:6
- 10 квітня. Торонто - Монреаль 4:0
- 12 квітня. Монреаль - Торонто 2:4
- 15 квітня. Монреаль - Торонто 1:2 ОТ
- 17 квітня. Торонто - Монреаль 1:3
- 19 квітня. Монреаль - Торонто 1:2

Серія: Торонто - Монреаль 4-2
Найкращий бомбардир плей-оф
| Гравець     | Клуб     | І  | Г | П | О  |
| ----------- | -------- | -- | - | - | -- |
| Моріс Рішар | Монреаль | 10 | 6 | 5 | 11 |

## Призи та нагороди сезону
| Нагороди                 | Гравець     | Команда            |
| ------------------------ | ----------- | ------------------ |
| Пам'ятний трофей Колдера | Хові Мікер  | Торонто Мейпл-Ліфс |
| Пам'ятний трофей Гарта   | Моріс Рішар | Монреаль Канадієнс |
| Приз Леді Бінг           | Боббі Бауер | Бостон Брюїнс      |
| Трофей Везини            | Білл Дернан | Монреаль Канадієнс |

| Нагорода               | Клуб               |
| ---------------------- | ------------------ |
| Приз принца Уельського | Монреаль Канадієнс |
| Приз О'Брайна          | Монреаль Канадієнс |
| Кубок Стенлі           | Торонто Мейпл-Ліфс |

## Команда всіх зірок
| Перша команда                   | Позиція              | Друга команда                  |
| ------------------------------- | -------------------- | ------------------------------ |
| Білл Дернан, Монреаль Канадієнс | Воротар              | Френк Брімсек, Бостон Брюїнс   |
| Кен Ріардон, Монреаль Канадієнс | Захисник             | Джек Стюарт, Детройт Ред-Вінгс |
| Еміль Бушар, Монреаль Канадієнс | Захисник             | Білл Квакенбуш, Бостон Брюїнс  |
| Мілт Шмідт, Бостон Брюїнс       | Центральний нападник | Макс Бентлі, Чикаго Блек Гокс  |
| Моріс Рішар, Монреаль Канадієнс | Правий нападник      | Боббі Бауер, Бостон Брюїнс     |
| Даг Бентлі, Чикаго Блек Гокс    | Лівий нападник       | Вуді Дюмарт, Бостон Брюїнс     |